# 文莱达鲁萨兰大学
文莱达鲁萨兰大学（爪夷文: يونيبرسيتي بروني دارالسلام）是一所位于文莱斯里巴加湾市的公立大学，始建于1985年。

## 历史
文莱达鲁萨兰大学于1985年竣工，一开始该校的学生数量为176名大学生。从那时开始，学校的毕业生人数不断增加，引入新的学术课程、加强基础设施和发展研究生学习。
1995年，文莱达鲁萨兰大学迁移至东姑大道（Tungku Link）。增设9个学院和7个研究机构，涵盖科学、健康科学、亚洲研究、政策研究、教育、商业、工程、生物多样性、先进材料与能源科学、先进研究、应用数据分析、伊斯兰研究、领导、创新与进步。

### 国际学生
文莱达鲁萨兰大学从一开始就向国际学生敞开了大门。多年来有许多学生来自东亚（中国和日本）、欧洲、非洲和中东。文莱达鲁萨兰大学提供一系列加强国际关系的计划，例如为东盟设立的文莱-美国改进计划（Brunei-US Enrichment Programme for ASEAN），以及探索年计划（Discovery Year programme），鼓励学生在本科课程的第三年出国学习。

## 国际排名
2020年，文莱达鲁萨兰大学在世界排名中攀升至第254位，这使其成为该大学的另一项成就。

## 学术

### 学院和研究所
- 文莱研究学院（APB）
- 文学及社会科学学院（FASS）

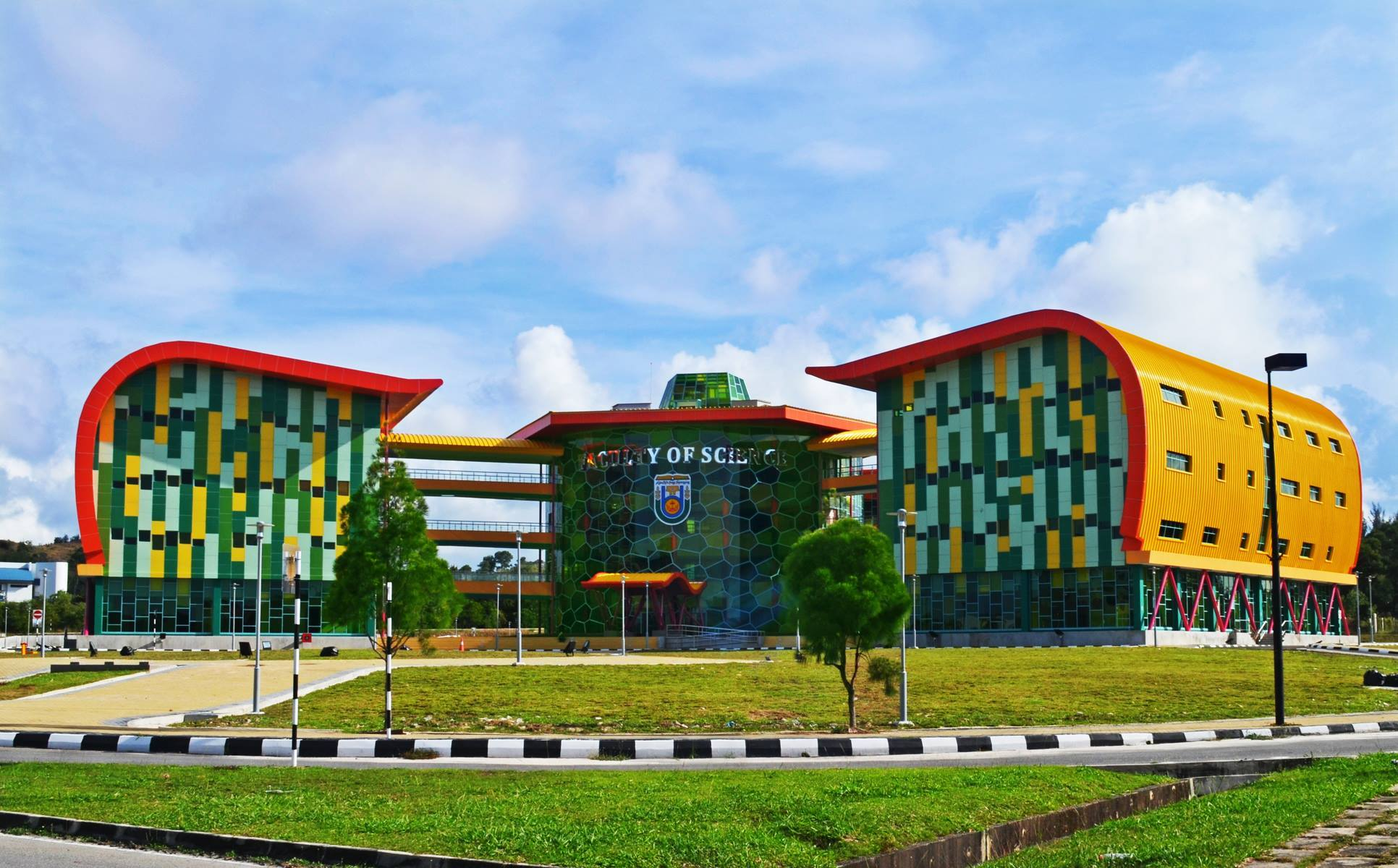
文莱达鲁萨兰大学技术院校

- 文莱达鲁萨兰大学商业及经济学院（UBDSBE）
- 理学院（FOS）
- 综合技术学院（FIT）
- 苏丹哈桑纳尔·博尔基亚教育学院（SHBIE）
- 拉希达·萨阿达图尔·博尔基亚公主健康科学学院（PAPRSB IHS）
- 亚洲研究学院（IAS）
- 领导、创新和发展研究所（ILIA）
- 政策研究所（IPS）
- 亚非学院伊斯兰研究中心（SOASCIS）
- 电子政务创新中心（eGInC）
- 文莱达鲁萨兰大学IBM中心（UBD IBM Centre）
- 生物多样性与环境研究所（英语：Institute for Biodiversity and Environmental Research）（IBER）
- 先进材料与能源科学中心（CAMES）
- 先进研究中心（CARe）
- 语言中心（LC）
- 终身学习中心（C3L）

### 大学本科
文莱达鲁萨兰大学目前提供五个本科学位课程：
- 商业和经济学学士
- 理學學士
- 健康科学学士
- 文学与社会学学士
- 工学学士

### 研究生课程
文莱达鲁萨兰大学提供以下学科的研究生学位，通过课程学习或研究，可以获得硕士和博士学位：
- 伊斯兰文明与当代问题
- 伊斯兰银行与金融
- 教育学
- 能源研究
- 计算及新媒体
- 农作物科学
- 初級衛生保健（英语：Primary health care）
- 文莱研究
- 马来语及语言学
- 艺术、专业传播与媒体
- 亚洲研究

## 校长列表
|   | 校长 | 年份           |
| - | --- | -------------- |
| 1 | 丕显拿督斯里哈只阿卜杜勒·阿齐兹·本·欧麦尔 Pehin Orang Kaya Laila Wijaya Dato Seri Setia Haji Abdul Aziz bin Begawan Pehin Udana Khatib Dato Seri Paduka Haji Umar | 1985年至1986年 |
| 2 | 丕显拿督斯里哈只阿卜杜勒·拉赫曼·本·穆罕默德·塔伊布 Pehin Orang Kaya Seri Lela Dato Seri Setia Haji Abdul Rahman bin Dato Setia Haji Mohamed Taib                  | 1986年至1988年 |
| 3 | 丕显拿督斯里哈只阿卜杜勒·阿齐兹·本·欧麦尔 Pehin Orang Kaya Laila Wijaya Dato Seri Setia Haji Abdul Aziz bin Begawan Pehin Udana Khatib Dato Seri Paduka Haji Umar | 1989年至1990年 |
| 4 | 丕显拿督斯里哈只阿布·伯克尔·本·阿蓬 Pehin Orang Kaya Seri Kerna Dato Seri Setia Haji Abu Bakar bin Haji Apong                                                     | 1991年至1998年 |
| 5 | 拿督巴杜卡哈只马哈茂德·萨阿敦·本·奥斯曼 Dato Paduka Seri Setia Professor Dr. Haji Mahmud Saedon bin Othman                                                        | 1999年至2002年 |
| 6 | 拿督巴杜卡哈只伊斯梅尔·本·杜拉曼 Dato Paduka Dr. Haji Ismail bin Haji Duraman                                                                                     | 2003年至2008年 |
| 7 | 拿督斯里哈只祖卡奈因·本·哈纳菲 Dato Seri Setia Dr. Haji Zulkarnain bin Haji Hanafi                                                                                | 2008年至2015年 |
| 8 | 拿汀哈嘉安妮塔·比努鲁尔·扎赫里纳·宾特·阿卜杜勒·阿齐兹 Datin Dr. Hajah Anita Binurul Zahrina binti Pehin Orang Kaya Laila Wijaya Dato Seri Setia Haji Abdul Aziz   | 2015年至今     |

## 合作机构

### 亚洲

#### 新加坡
- 新加坡国立大学
- 南洋理工大学

#### 马来西亚
- 马来亚大学
- 马来西亚工艺大学
- 沙巴大学
- 马来西亚理科大学
- 马来西亚北方大学
- 马来西亚博特拉大学
- 砂拉越科技大学（英语：University College of Technology Sarawak）
- 拉曼大学[10]
- 吉兰丹大学（英语：Universiti Malaysia Kelantan）

#### 印尼
- 印度尼西亚大学
- 建國大學
- 北加浪岸大学
- 艾爾朗加大學（英语：Universitas Airlangga）
- 万隆理工学院
- 加查马达大学
- 泗水理工学院

#### 菲律宾
- 菲律宾大学
- 德拉萨大学（英语：De La Salle University）
- 马尼拉雅典耀大学

#### 越南
- FPT大学

#### 中国
- 内蒙古大学
- 哈尔滨工业大学
- 北京大学
- 清华大学
- 北京师范大学
- 扬州大学
- 西安交通大学
- 云南大学
- 厦门大学
- 暨南大学
- 北京大学汇丰商学院
- 上海师范大学

#### 香港
- 香港理工大学
- 香港中文大学
- 香港科技大学
- 香港城市大学
- 香港大学

#### 台湾
- 国立清华大学
- 元智大学
- 国立台湾艺术大学
- 佛光大学

#### 日本
- 立命馆亚洲太平洋大学
- 广岛大学
- 香川大學
- 天理大学
- 京都大学
- 京都外国语大学
- 创价大学
- 东京外国语大学
- 青山学院大学
- 立教大学
- 早稻田大学
- 山形大学
- 国际教养大学

### 大洋洲

#### 澳大利亚
- 格里菲斯大学
- 澳大利亚国立大学